# Der Tag an dem die Welt unterging
Der Tag an dem die Welt unterging — второй студийный альбом немецкой дэткор-группы We Butter the Bread with Butter. Альбом был выпущен 14 мая 2010 года лейблом Redfield Records. После записи дебютного альбома к группе присоединились новые участники. Обложку для альбома нарисовал Tobias Schultka.

## Стиль
В этом альбоме содержится больше элементов электроники, в отличие от дебютного альбома Das Monster aus dem Schrank. В одном интервью участники группы заявили, что их потянуло к поп-музыке и одновременно к экстремальному металу.

## Список композиций
| №                   | Название                            | Длительность |
| ------------------- | ----------------------------------- | ------------ |
| 1.                  | «Der Anfang vom Ende»               | 1:48         |
| 2.                  | «Der Tag an dem die Welt unterging» | 3:35         |
| 3.                  | «Oh Mama mach Kartoffelsalat»       | 2:21         |
| 4.                  | «Alptraumsong»                      | 3:22         |
| 5.                  | «Superföhn Bananendate»             | 3:02         |
| 6.                  | «3008»                              | 1:53         |
| 7.                  | «Glühwürmchen»                      | 3:53         |
| 8.                  | «Sabine die Zeitmaschine»           | 3:10         |
| 9.                  | «Der kleine Vampir»                 | 3:29         |
| 10.                 | «13 Wünsche»                        | 3:10         |
| 11.                 | «Schiff Ahoi»                       | 0:37         |
| 12.                 | «Wir gehen an Land»                 | 2:25         |
| 13.                 | «Mein Baumhaus»                     | 2:21         |
| 14.                 | «Feueralarm»                        | 3:19         |
| 15.                 | «Das Ende»                          | 3:53         |
| Общая длительность: | Общая длительность:                 | 42:18        |

## Участники записи
We Butter the Bread with Butter
- Tobias "Tobi" Schultka — вокал, ударные, программирование
- Marcel "Marci" Neumann — гитара, программирование
- Maximilian Pauly Saux — бас-гитара
- Can Özgünsür — ударные